# Sanad

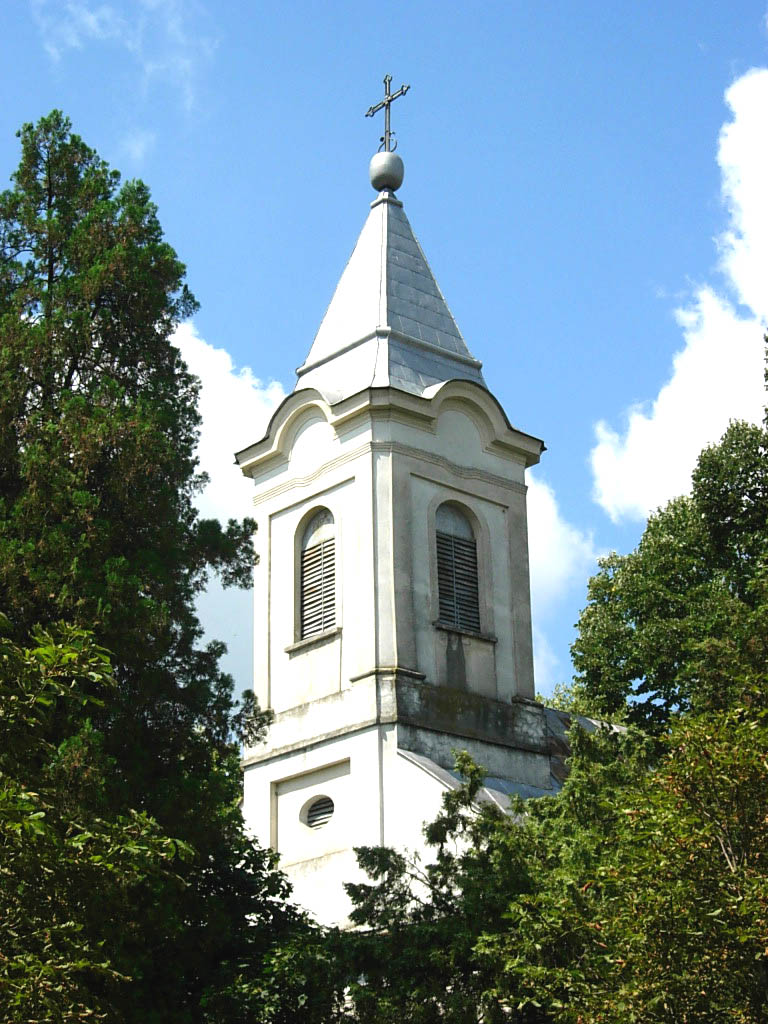
L'église catholique de la Naissance-de-la-Sainte-Vierge-Marie à Sanad

Sanad (en serbe cyrillique : Санад ; en hongrois : Szanád) est une localité de Serbie située dans la province autonome de Voïvodine. Elle fait partie de la municipalité de Čoka dans le district du Banat septentrional. Au recensement de 2011, elle comptait 1 147 habitants.
Sanad, officiellement classé parmi les villages de Serbie, est situé sur la rive gauche de la Tisa. Son activité principale est l'agriculture. 

## Démographie

### Évolution historique de la population
| 1948  | 1953  | 1961  | 1971  | 1981  | 1991  | 2002  | 2011  |
| ----- | ----- | ----- | ----- | ----- | ----- | ----- | ----- |
| 1 989 | 1 917 | 1 892 | 1 770 | 1 584 | 1 384 | 1 314 | 1 147 |

|  |